# Villa Stella Maris
Villa Stella Maris es un barrio de la ciudad de Bahía Blanca, Provincia de Buenos Aires, Argentina.

## Población
Se encuentra totalmente aglomerado al Gran Bahía Blanca, contando 258,246 habitantes (Indec, 2001) en su totalidad.